# Cuchillas del Toa
Cuchillas del Toa es una Reserva de la Biosfera en Cuba. Se localiza en la parte oriental del país, principalmente en la Provincia de Guantánamo y en su zona norte llega hasta la Provincia de Holguín. La mayoría de la reserva se establece en el área del desagüe del Río Toa que fluye por 118 km al Océano Atlántico en Baracoa. 
La reserva se extiende a lo largo de 2.083,05 kilómetros de los cuales 60,13 kilómetros corresponden al área marina. Cuchillas del Toa es considerado como uno de los centros principales de biodiversidad y endemismo en Cuba y el Caribe isleño con los pinares, el bosque húmedo y xerófilo, hasta la vegetación costera con los manglares y arrecifes de coral. El sistema del carso de la gran cueva de Cabeza de Moa es uno de los cinco monumentos naturales en el país y uno de los grandes sistemas de cuevas en Cuba oriental. 
Con una biodiversidad alta en cuanto a flora y fauna, hay 928 especies endémicas informadas, incluyendo especies primitivas que pertenecen a los géneros Podocarpus y Dracaena. Cuchiilas del Toa es hogar del Carpintero Real  (Campephilus principalis), en extremo peligro de extinción , la Cometa cubana (Chondrohierax wilsoni), y el almiquí (Solenodon Cubanus) que es una de las especies de mamíferos más pequeña del mundo se encuentra en la reserva. Entre los reptiles destaca el majá de Santa María (Epicrates angulifer), una especie de boa que alcanza hasta los 6 metros.

## Población
Aproximadamente cuenta 18.300 habitantes (2002), en 498 comunidades, viven en la zona de transición de esta reserva montañosa. 

## Economía
Las principales actividades económicas de la reserva son la silvicultura, la agricultura de café, coco y cacao, además de la ganadería de ganado menor y la explotación minera de níquel, cromo, hierro y del cobalto. Estas actividades han aumentado los impactos negativos en la capacidad de transporte de los ecosistemas, uno de los problemas principales que la reserva enfrenta hoy en día. 
En zonas de esta reserva de la biosfera se libraron importantes batallas en las guerras de independencia cubanas. En los siglos XVIII y XIX, los esclavos africanos escapados llamados cimarrónes encontraron refugio en la región. 
Está hermanada con Montes Azules reserva en Chiapas, México, debido a las condiciones medioambientales similares y administración de recursos. El ecoturismo es una actividad en desarrollo.
La reserva protege al bosque tropical y ecosistemas marino/costeros. Rodea al Parque nacional Alejandro de Humboldt y también contiene El Yunque montaña curiosa con forma de volcán, la Gran Caverna de Moa y la Bahía de Taco, norte de Baracoa. 
Las áreas diferentes de la reserva tienen varios usos, y están divididas en otras áreas protegidas, es tal el caso de Reserva Ecológica Quivijan-Duaba-Yunque de Baracoa y la Reserva de flora de Pico Galán.
- Datos: Q2683771